# Bass on Top
Bass on Top — студійний альбом американського джазового контрабасиста Пола Чемберса, випущений у 1957 році лейблом Blue Note Records.

## Опис
Bass on Top являє собою ретельно підібраний сет передового і популярного джазу від Пола Чемберса. Басист очолив квартет разом з гітаристом Кенні Берреллом, піаністом Генком Джонсом і ударником Артом Тейлором, який виконує як стандарти, зокрема «Yesterdays», «You'd Be So Nice to Come Home To» і «Dear Old Stockholm», так і зразки сучасного джазу і власні оригінальні композиції.

## Список композицій
1. «Yesterdays» (Джером Керн, Отто Гарбах) — 5:53
2. «You'd Be So Nice to Come Home To» (Коул Портер) — 7:18
3. «Chasin' the Bird» (Чарлі Паркер) — 6:18
4. «Dear Old Stockholm» (традиційна) — 6:44
5. «The Theme» (Майлз Девіс) — 6:15
6. «Confessin'» (Ел Нейбург, Док Догерті, Елліс Рейнольдс) — 4:12

## Учасники запису
- Пол Чемберс — контрабас
- Генк Джонс — фортепіано
- Кенні Беррелл — гітара
- Арт Тейлор — ударні

Технічний персонал
- Альфред Лайон — продюсер
- Руді Ван Гелдер — інженер
- Френсіс Вульфф — фотографія
- Роберт Левін — текст
- Гарольд Фейнстейн — дизайн обкладинки